# Авголемоно
Авголемоно (грец. Αυγολέμονο, Αβγολέμονο) — традиційний грецький суп, аналоги цього супу зустрічаються в арабськійї кухні, в турецькій, в єврейській, в італійській та в кухнях балканських народів. На українську мову назва цього супу перекладається як яйця і лимони. Саме ці два інгредієнти є центральними в страві.

## Суп
Як правило, для приготування супу використовується курячий бульйон, але можливе приготування і на основі м'ясного бульйона (зазвичай з баранини), рибного або овочевого. Орзо або інша дрібна паста відварюється в бульйоні перед додаванням яєчно-лимонної суміші. Саме яєчно-лимонною сумішшю і регулюється густота супу (від практично бульйону до супу-пюре). При введенні суміші важливо не допускати кипіння бульйону, щоб яйця не згорнулися. Часто в суп додають шматочки м'яса, зняті з кісток, на яких варився бульйон для авголемоно. Суп зазвичай готують із цілих яєць, але бувають рецепти, де рекомендують окремо збивати жовтки від білків з лимонним соком і вводити їх в бульйон окремо. У приготуванні цього супу важливу роль відіграє крохмаль, що знаходиться в орзо (рисі), який сприяє стабілізації супу.

## Соус
Як соус авголемоно використовується перш за все для долми, артишоків та для всіляких страв з овочів. В Греції такий соус подають до запеченої свинини. Дуже популярні тефтелі з таким соусом, ця страва називається юварлакья авголемоно (грец. γιουβαρλάκια αβγολέμονο). На Близькому Сході такий соус подають до курки і до риби. В Італії цей соус дуже популярний до пасти із дотриманням кашруту їжі євреїв.

## Історія
Вважається, що спочатку подібний суп готували іспанські євреї ще до вигнання. У сефардів такий суп називався agristada, для його приготування в якості кислого компоненту зазвичай використовували вержус або гранатовий сік або кислий апельсиновий сік, але ніколи оцет. Згодом кислим компонентом став саме лимонний сік.